# Liste des sous-espèces du Renard roux
Les sous-espèces du renard roux sont mal définies, et les spécialistes parviennent difficilement à tomber d'accord sur leur nombre exact. En 2005, 45 sous-espèces différentes de Renard roux sont reconnues. En 2010, une autre sous-espèce est découverte dans la vallée de Sacramento à la suite d'analyses d’haplotypes à partir d’ADN mitochondrial. D'autres sources font référence jusqu'à 73 sous-espèces, quand d'autres catégorisent l'espèce en cinq grandes populations.
| Sous-espèce                  | Auteur                          | Description | Aire de répartition | Synonymes |
| ---------------------------- | ------------------------------- | --- | --- | --- |
| Vulpes v. vulpes             | Linnaeus, 1758                  | Grande sous-espèce mesurant 70 à 90 cm de long pour 5 à 10 kg. Le crâne des grands mâles peut atteindre 163,2 mm. Sa fourrure est rouge vif avec une ondulation blanchâtre et jaune bien visible sur le bas du dos. | Districts boisés du nord et du centre de la partie européenne de l’ancienne Union soviétique, au sud jusqu’aux steppes et à l’est jusqu’à l’Oural. On le trouve aussi en Scandinavie et en Europe de l’Ouest et Centrale. | alopex (Linnaeus, 1758) communis (Burnett, 1829) lineatus (Billberg, 1827) nigro-argenteus (Nilsson, 1820) nigrocaudatus (Billberg, 1827) septentrionalis (Brass, 1911) variegates (Billberg, 1827) vulgaris (Oken, 1816)                                                                                   |
| Vulpes v. abietorum          | Merriam, 1900                   | Similaire à V. vulpes alascensis, mais avec un crâne plus léger, plus long et plus fin | Colombie-Britannique et probablement sud-est de l’Alaska, aux États-Unis | sitkaensis (Brass, 1911) |
| Vulpes v. alascensis         | Merriam, 1900                   | Renard de grande taille avec une longue queue, de petites oreilles et une fourrure dorée | Aux alentours de l'Andreafsky, en Alaska | |
| Vulpes v. alpherakyi         | Satunin, 1906                   | Petite sous-espèce qui pèse en moyenne 4 kg, avec un crâne de 132 à 139 mm de long chez le mâle et 121 à 126 mm chez la femelle. La fourrure est gris rouille ou marron rouille avec une bande couleur rouille plus vive sur le dos. sa fourrure est courte, peu dense et grossière | Région de Gökdepe et Aralsk, au Kazakhstan | |
| Vulpes v. anatolica          | Thomas, 1920                    | | Smyrna, Asie mineure occidentale, Turquie | |
| Vulpes v. arabica            | Thomas, 1920                    | Il est svelte avec de grandes oreilles. Sa fourrure est brun-roux pâle Il est bien adapté au désert. | Dhofar et les monts Hajar, à Oman | |
| Vulpes v. atlantica          | Wagner, 1841                    | | Monts de l'Atlas, Wilaya de Mila, Algérie | algeriensis (Loche, 1858) |
| Vulpes v. bangsi             | Merriam, 1900                   | Proche de V. vulpes fulva, mais avec des oreilles plus petites et des taches noires moins prononcées sur les oreilles et les pattes | L'Anse-au-Loup et détroit de Belle Isle, dans le Labrador, au Canada | |
| Vulpes v. barbara            | Shaw, 1800                      | | Côte des Barbaresques, au nord-ouest de l'Afrique | acaab (Cabrera, 1916) |
| Vulpes v. beringiana         | Middendorff, 1875               | Sous-espèce de grande taille. C’est la plus vivement colorée en Europe, avec sa fourrure roux vif intense et l'absence de reflets brillants sur les flancs. Son poil est doux et duveteux. | Côte du détroit de Béring, au nord-est de la Sibérie | anadyrensis (J. A. Allen, 1903) beringensis (Merriam, 1902) kamtschadensis (Brass, 1911) kamtschatica (Dybowski, 1922) schantaricus (Yudin, 1986) |
| Vulpes v. cascadensis        | Merriam, 1900                   | Une sous-espèce à la petite queue et aux petites dents, avec une fourrure plutôt jaune. C'est la sous-espèce la plus communément utilisée pour produire des animaux croisés destinés au commerce de la fourrure | Chaîne des Cascades, dans le Comté de Skamania, dans l'état de Washington | |
| Vulpes v. caucasica          | Dinnik, 1914                    | Une grande sous-espèce dont la couleur peut varier du rougeâtre au rouge gris, voire au gris. La fourrure est courte et grossière. Cette sous-espèce pourrait être issue de croisements entre V. vulpes stepensis et V. vulpes karagan | Près de Vladikavkaz, Caucase, Russie | |
| Vulpes v. crucigera          | Bechstein, 1789                 | Cette sous-espèce de taille moyenne avec un pelage jaunâtre ou marron rougeâtre n’a pas de marques blanchâtres sur l’arrière du dos. La queue n’est pas grise. Il se distingue de V. vulpes vulpes par sa taille légèrement plus petite, ses petites dents et ses prémolaires plus espacées. Les renards présents en Grande-Bretagne (et en Australie) appartiennent généralement à cette sous-espèce, bien que certains des spécimens britanniques présentent un compactage des dents bien supérieur à celui des renards européens. | Toute l’Europe, à l’exception de la Scandinavie, l’Espagne et quelques îles de la mer Méditerranée. Il a été introduit en Australie et en Virginie                                                                        | alba (Borkhausen, 1797) cinera (Bechstein, 1801) diluta (Ognev, 1924) europaeus (Kerr, 1792) hellenica (Douma-Petridou and Ondrias, 1980) hypomelas (Wagner, 1841) lutea (Bechstein, 1801) melanogaster (Bonaparte, 1832) meridionalis (Fitzinger, 1855) nigra (Borkhausen, 1797) stepensis (Brauner, 1914) |
| Vulpes v. daurica            | Ognev, 1931                     | Une grande sous-espèce. Sa ligne dorsale est claire, d'un rouge-jaunâtre terne, avec une ondulation blanche bien marquée et des bandes grisâtres sur l’arrière des membres. La fourrure est grossière et duveteuse | Kharangoi, 45 km à l'ouest de Troizkosavsk, en Sibérie | ussuriensis (Dybowski, 1922) |
| Vulpes v. deletrix           | Bangs, 1898                     | Sous-espèce au pelage très clair, avec une fourrure jaune paille à doré ou chamoisé par endroits. La queue est dépourvue de son point blanc terminal habituel. Les pattes et les griffes sont très développées | Baie de Saint-George, Terre-Neuve, Canada | |
| Vulpes v. dolichocrania      | Ognev, 1926                     | | Sidemi, sud d'Ussuri, au sud-est de la Sibérie | ognevi (Yudin, 1986) |
| Vulpes v. dorsalis           | J. E. Gray, 1838                | | | |
| Vulpes v. flavescens         | J. E. Gray, 1838                | Une petite sous-espèce, avec un crâne infantile et un pelage uniformément gris. Le corps mesure entre 49 et 57,5 cm pour 2.2 à 3,2 kg | Nord de l’Iran | cinerascens (Birula, 1913) splendens (Thomas, 1902) |
| Vulpes v. fulvus             | Desmarest, 1820                 | Sous-espèce plus petite que V. vulpes vulpes, avec une tête plus petite et plus effilée, une queue plus courte et un pelage plus clair qui contraste un peu plus avec celui des membres, blanchâtre ou plus sombre | Est du Canada et Est des États-Unis | pennsylvanicus (Rhoads, 1894) |
| Vulpes v. griffithi          | Blyth, 1854                     | Une sous-espèce légèrement plus petite que V. vulpes montana, avec un pelage argenté plus largement clair | Kandahar, Afghanistan | flavescens (Hutton, 1845) |
| Vulpes v. harrimani          | Merriam, 1900                   | Une grande sous-espèce avec une énorme queue et une fourrure grossière, proche de celle du loup sur la queue et l’arrière du dos. Les poils de la nuque et des épaules sont plus longs et forment une sorte de crinière | Île Kodiak, Alaska | |
| Vulpes v. hoole              | Swinhoe, 1870                   | [ 18 ] | Près d'Amoy, Fukien, sud de la Chine | aurantioluteus (Matschie, 1907) lineiventer (Swinhoe, 1871) |
| Vulpes v. ichnusae           | Miller, 1907                    | Une petite sous-espèce aux toutes petites oreilles | Sarrabus, Sardaigne, Italie. Il a peut-être été introduit dans les Midlands en Angleterre | |
| Vulpes v. indutus            | Miller, 1907                    | | Cape Pyla, Chypre | |
| Vulpes v. jakutensis         | Ognev, 1923                     | Une sous-espèce assez grande mais moins que V. vulpes beringiana. Le dos, la nuque et les épaules sont marron rouille, alors que les flancs sont d’un jaune rougeâtre plus vif | Taiga, sud de Yakutsk, dans l’est de la Sibérie | sibiricus (Dybowski, 1922) |
| Vulpes v. japonica           | Ognev, 1923                     | | Japon | |
| Vulpes v. karagan            | Erxleben, 1777                  | Sous-espèce plus petite que V. vulpes vulpes. La fourrure est courte, grossière de couleur jaune sable clair ou gris jaunâtre | Steppes et les montagnes du Kazakhstan, du Kirghizistan et de la Russie | ferganensis (Ognev, 1926) melanotus (Pallas, 1811) pamirensis (Ognev, 1926) tarimensis (Matschie, 1907) |
| Vulpes v. kenaiensis         | Merriam, 1900                   | Une des plus grandes sous-espèces nord-américaines, avec une fourrure plus douce que V. vulpes harrimani | Péninsule de Kenai, en Alaska | |
| Vulpes v. kurdistanica       | Satunin, 1906                   | Une sous-espèce à la taille intermédiaire entre V. vulpes alpheryaki et V. vulpes caucasica. Sa fourrure est jaune pâle ou gris clair, parfois même marron rougeâtre. Elle est plus duveteuse et plus dense que celle des autres sous-espèces caucasiennes | Nord-est de la Turquie | alticola (Ognev, 1926) |
| Vulpes v. macroura           | Baird, 1852                     | Proche de V. vulpes fulva, mais avec une queue plus longue, des pattes arrière plus larges, et des marques noires plus importantes sur les membres | Chaîne Wasatch, près du Grand Lac Salé, Utah, États-Unis | |
| Vulpes v. montana            | Pearson, 1836                   | On le distingue de V. vulpes vulpes par sa plus petite taille, un crâne proportionnellement moins volumineux et sa fourrure plus grossière. Les poils de la plante du pied sont mêlés de poils plus laineux. | Himalaya | alopex (Blanford, 1888) himalaicus (Ogilby, 1837) ladacensis (Matschie, 1907) nepalensis (J. E. Gray, 1837) waddelli (Bonhote, 1906) |
| Vulpes v. necator            | Merriam, 1900                   | Il ressemble beaucoup à V. vulpes fulvus (notamment du fait de sa courte queue), mais son crâne le rapproche de V. vulpes macroura. Il est de petite taille, avec un pelage un peu plus sombre que la sous-espèce principale. | Sierra Nevada, Californie | |
| Nile fox Vulpes v. niloticus | E. Geoffroy Saint-Hilaire, 1803 | Une petite sous-espèce mesurant entre 76.7 et 105,3 cm, sans la queue de 30.2 à 40,1 cm de long. Il pèse entre 1.8 et 3,8 kg. Il est rouge à gris-brun sur le dessus, et un peu plus sombre derrière la nuque. Les flancs sont grisâtres teintés de chamoisé. Il est un peu plus grand que V. vulpes arabica et V. vulpes palaestina. | Égypte | aegyptiacus (Sonnini, 1816) anubis (Hemprich and Ehrenberg, 1833) vulpecula (Hemprich and Ehrenberg, 1833) |
| Vulpes v. ochroxantha        | Ognev, 1926                     | C'est une sous-espèce assez grande, de couleur claire presque jaune avec les pattes bien noires. | Aksai, Semirechye, Est du Turkestan russe, Kirghizistan | |
| Vulpes v. palaestina         | Thomas, 1920                    | | Ramleh, près de Jaffa, Israël | |
| Vulpes v. peculiosa          | Kishida, 1924                   | | Corée | kiyomassai (Kishida and Mori, 1929) |
| Vulpes v. pusilla            | Blyth, 1854                     | Légèrement plus petit que V. vulpes griffithii. Il ressemble à V. bengalensis, mais s'en distingue par sa longue queue et ses pattes blanches | Salt Range, Pendjab, Pakistan | leucopus (Blyth, 1854) persicus (Blanford, 1875) |
| Vulpes v. regalis            | Merriam, 1900                   | La plus imposante sous-espèce américaine, avec de très grandes oreilles et une longue queue. Elle est de couleur jaune doré avec des pattes noires | Elk River, Comté de Sherburne, Minnesota, États-Unis | |
| Vulpes v. rubricosa          | Bangs, 1898                     | Une grande sous-espèce avec une queue longue et massive et des dents et un museau plus grands que V. vulpes fulva. C'est la sous-espèce la plus colorée | Digby, Nouvelle-Écosse, Canada | bangsi (Merriam, 1900) deletrix (Bangs, 1898) rubricos (Churcher, 1960) vafra (Bangs, 1897) |
| Vulpes v. schrencki          | Kishida, 1924                   | Sous-espèce plus grande que vulpes v. japonica qui vit sur les îles de Honshu, Shikoku et Kyushu. Il présente de nombreuses similitudes avec le renard roux du continent. | Hokkaidō au Japon, Sakhaline et sud des îles Kouriles en Russie | |
| Vulpes v. silacea            | Miller, 1907                    | De taille équivalente à V. vulpes vulpes mais avec de plus petites dents et des prémolaires plus espacées. La fourrure est de couleur chamois, sans teinte jaunâtre ou rougeâtre. L'arrière-train est marqué de blanc tandis que la queue est gris clair. | Péninsule Ibérique | |
| Vulpes v. splendidissima     | Kishida, 1924                   | | Nord et centre des Îles Kouriles, Russie | |
| Vulpes v. stepensis          | Brauner, 1914                   | Une espèce légèrement plus petite que V. vulpes crucigera, avec une pelage plus clair et une fourrure plus courte et plus coarser. Les spécimens des montagnes de Crimean ont une fourrure brighter, fluffier et plus dense | Les steppes près de Kherson, en Russie | krymeamontana (Brauner, 1914) crymensis (Brauner, 1914) |
| Vulpes v. tobolica           | Ognev, 1926                     | Une grande sous-espèce de couleur jaune rouille ou rougeâtre avec souvent une tache noire bien marquée sur le ventre. La fourrure est longue et soyeuse | Obdorsk, Tobolsk, Russie | |
| Vulpes v. tschiliensis       | Matschie, 1907                  | Légèrement plus grand que V. vulpes hoole. À la différence des autres renards chinois il est de taille équivalente à V. vulpes vulpes | Pékin, Zhili, nord-est de la Chine | huli (Sowerby, 1923) |